# 山田創平
山田 創平（やまだ　そうへい、1974年 - ）は、日本の社会学者、現代美術作家、批評家。京都精華大学国際文化学部教授。博士（文学）。
専門は言説分析、及び言説理論を用いた社会分析、地域研究。

## 経歴
群馬県生まれ。群馬県立高崎高等学校、立命館大学文学部地理学科卒。名古屋大学大学院国際言語文化研究科博士課程修了。
公益財団法人エイズ予防財団、独立行政法人国際協力機構（JICA）などを経て現職。都市におけるマイノリティ研究、言説理論を用いた地域研究で知られる。
京都文化芸術都市創生計画・HAPS実行委員、公益社団法人企業メセナ協議会・芸術・文化による災害復興支援ファンド（GBFund）選考委員。
京都市人権文化推進懇話会・専門意見聴取会委員として京都市パートナーシップ宣誓制度の策定に携わった。
各地の美術館や芸術センターにおいて教育プログラムのコーディネートを手がける他、国内外のアートプロジェクトでリサーチやコンセプトデザインに関わっている。また近年はアーティストとしても活動しており、BEPPU PROJECT2010（別府、2010）、life with art（京都・ロンドン、2011）、KASHIMA（別府、2012）、潜水と浮上（京都、2013）、表現の生態系（前橋、2019）などの芸術祭や企画展に作品を出展している。国東半島芸術祭（2014）ではコンセプターをつとめた。

## 思想
反差別、反ヘイトスピーチのアクティビストとして知られる。2017年衆議院議員総選挙では大阪市京橋駅前において立憲民主党代表の枝野幸男と共に街頭演説を行っている。また立憲民主党大阪府連設立に際し、枝野幸男、辻元清美らによるトークセッションでコーディネーターをつとめている。また自らを思想的に、三浦玲一（一橋大学大学院教授、アメリカ文学者、故人）の影響が強く、弟子であると述べている。

## 作品
- 『水図』（インスタレーション、2010-2013、コンセプトデザイン：山田創平、絵：ブブ・ド・ラ・マドレーヌ、音楽：山中透、映像：松浦莞二）
- 『水を飲む』（パフォーマンス、2013、コンセプトデザイン・演出：山田創平、出演：宮階真紀、u-ta、ブブ・ド・ラ・マドレーヌ、音楽：山中透、会場：ARTZONE）
- 『井戸の話』（パフォーマンス、2013、原作・演出：山田創平、出演：宮階真紀、u-ta、ブブ・ド・ラ・マドレーヌ、瀧口翔、薮内美佐子、MuDAほか、音楽：山中透、山/完全版、会場：アトリエ劇研）
- 『榛名山東南麓の空間性』（インスタレーション、2019－2020、アーツ前橋『表現の生態系』展）

## 編著書[7]
- 『たたかう LGBT＆アート〈同性パートナーシップからヘイトスピーチまで、人権と表現を考えるために〉』（法律文化社、2016）
- 『未来のアートと倫理のために』（左右社、2021）

## 共著書[7]
- 『大阪観考』（森村泰昌、ヤノベケンジ他との共著、京阪神エルマガジン社、2011）
- 『ミルフイユ04－今日のつくり方』（濱口竜介、渡辺京二、石牟礼道子、志賀理江子、椹木野衣他との共著、せんだいメディアテーク編、赤々舎、2012）
- 『ミルフイユ05－技と術』（伊東豊雄、多和田葉子他との共著、せんだいメディアテーク編、赤々舎、2013）
- 『ジェンダーと「自由」－理論、リベラリズム、クイア』（大橋洋一、三浦玲一他との共著、一橋大学大学院言語社会研究科編、彩流社、2013）
- 『国東半島芸術祭公式ガイドブック』（美術出版社、2014）
- 『国東半島芸術祭記録集』（石川直樹、赤坂憲雄他との共著、美術出版社、2015）
- 『キャリア・プランニング―大学生の基礎的な学びのために』（ナカニシヤ出版、2016）
- 『釜ヶ崎で表現の場をつくる喫茶店、ココルーム』（谷川俊太郎、鷲田清一、森村泰昌他との共著、フィルムアート社、2016）
- 『当事者視点で考えるセックスワーク・スタディーズ』（日本評論社、2018）
- 『アーバンカルチャーズ―誘惑する都市文化,記憶する都市文化』（西尾美也、ケイン樹里安、堀口剛他との共著、晃洋書房、2019）
- 『表現の生態系・世界との関係をつくりかえる 』（ティム・インゴルド、住友文彦、白川昌生、高山明他との共著、左右社、2019）
- 『アートの根っこ―想像・妄想・創造・捏造を社会へ放つ』（くるみざわしん、松嶋健、青木惠理子他との共著、晃洋書房、2022）
- 『つくる〈公共〉50のコンセプト』（鷲田清一、宇野重規、藤原辰史他との共著、岩波書店、2023）
- 『不自由な社会で自由に生きる』（山極寿一、鈴木涼美、ウスビ・サコ他との共著、光文社新書、2023）
- 『大学授業で対話はどこまで可能か「２１世紀の教養教育」を求めて』（鬼塚哲郎他との共著、ナカニシヤ出版、2024）

## その他
2008年に名古屋大学名誉修了者に選ばれている。
映画監督の濱口竜介（第94回米アカデミー賞・国際長編映画賞受賞）が2013年に制作した「東北三部作」のパンフレットにエッセイを寄稿している。
2016年3月14日の朝日新聞朝刊一面「折々のことば（鷲田清一選）第339回」に発言が引用された。